# Tien stukken uit Romeo en Julia
Tien stukken uit Romeo en Julia voor piano, opus 75 is een verzameling van pianotranscripties van stukken uit Sergej Prokofjev's ballet Romeo en Julia. Prokofjev schreef de transcripties in 1937. Later dat jaar verzorgde hij zelf de première in Moskou.
1. Volksdans
2. De straat ontwaakt
3. Aankomst van de gasten
4. Julia als jong meisje
5. Masquers
6. Montaques and Capulets
7. Broeder Laurence
8. Mercutio
9. Dans van de meisjes met lelies
10. Romeo en Julia vóór het scheiden